# محطة ماتسوبا
محطة ماتسوبا (بـاليابانية: 松葉駅، وتنطق: ماتسوبا-إكي) هي محطة قطار تقع في مدينة سيمبوكُو التابعة لمحافظة أكيتا شمال اليابان، وتديرها شركة أكيتا نيريكو جيوكان، وهي شركة قطاع ثالث للسكك الحديدية.

## التاريخ
تم افتتاح المحطة رسميًا في 15 نوفمبر 1971، كجزء من شبكة السكك الحديدية الوطنية اليابانية (JNR)، ثم أصبحت جزءًا من خط أكيتا نيريكو بعد خصخصة بعض الخطوط المحلية. في عام 1986، تم نقل إدارة المحطة إلى شركة أكيتا نيريكو جيوكان ضمن نموذج القطاع الثالث، حيث يتم تشغيل الخط بدعم مشترك من الحكومات المحلية والقطاع الخاص.

## البنية التحتية
المحطة صغيرة وتتكون من رصيف جانبي واحد يخدم خطًا واحدًا في كلا الاتجاهين. لا يوجد فيها موظفون دائمون، كما لا تحتوي على بوابات تذاكر إلكترونية. غالبًا ما يستخدمها السكان المحليون والطلاب.

## الخط
تقع محطة ماتسوبا على خط أكيتا نيريكو الداخلي (Akita Nairiku Line)، وهو خط يربط بين محطة تاكانوسو (Takanosu) شمالًا ومحطة كاكونوداتي (Kakunodate) جنوبًا، مارًا بمناطق جبلية ومناظر طبيعية خلابة. يُستخدم الخط في التنقل المحلي وأحيانًا لأغراض سياحية، خصوصًا في فصول الربيع والخريف.

## الأهمية المحلية
تلعب محطة ماتسوبا دورًا مهمًا في ربط الأحياء الريفية المحيطة بمدينة سيمبوكُو، إذ تتيح وسائل نقل أساسية للطلاب وكبار السن وغيرهم من السكان الذين لا يمتلكون وسيلة نقل خاصة.